# غوغ درة
غوغ درة (بالفارسية: گوگ دره) هي مستوطنة تقع في Sangar Rural District في إيران. يقدر عدد سكانها بـ 125 نسمة .